# Баденас
Баденас (ісп. Bádenas) — муніципалітет в Іспанії, у складі автономної спільноти Арагон, у провінції Теруель. Населення — 22 особи (2010).
Муніципалітет розташований на відстані близько 230 км на схід від Мадрида, 85 км на північ від міста Теруель.

## Демографія
Динаміка населення (INE ):

## Галерея зображень

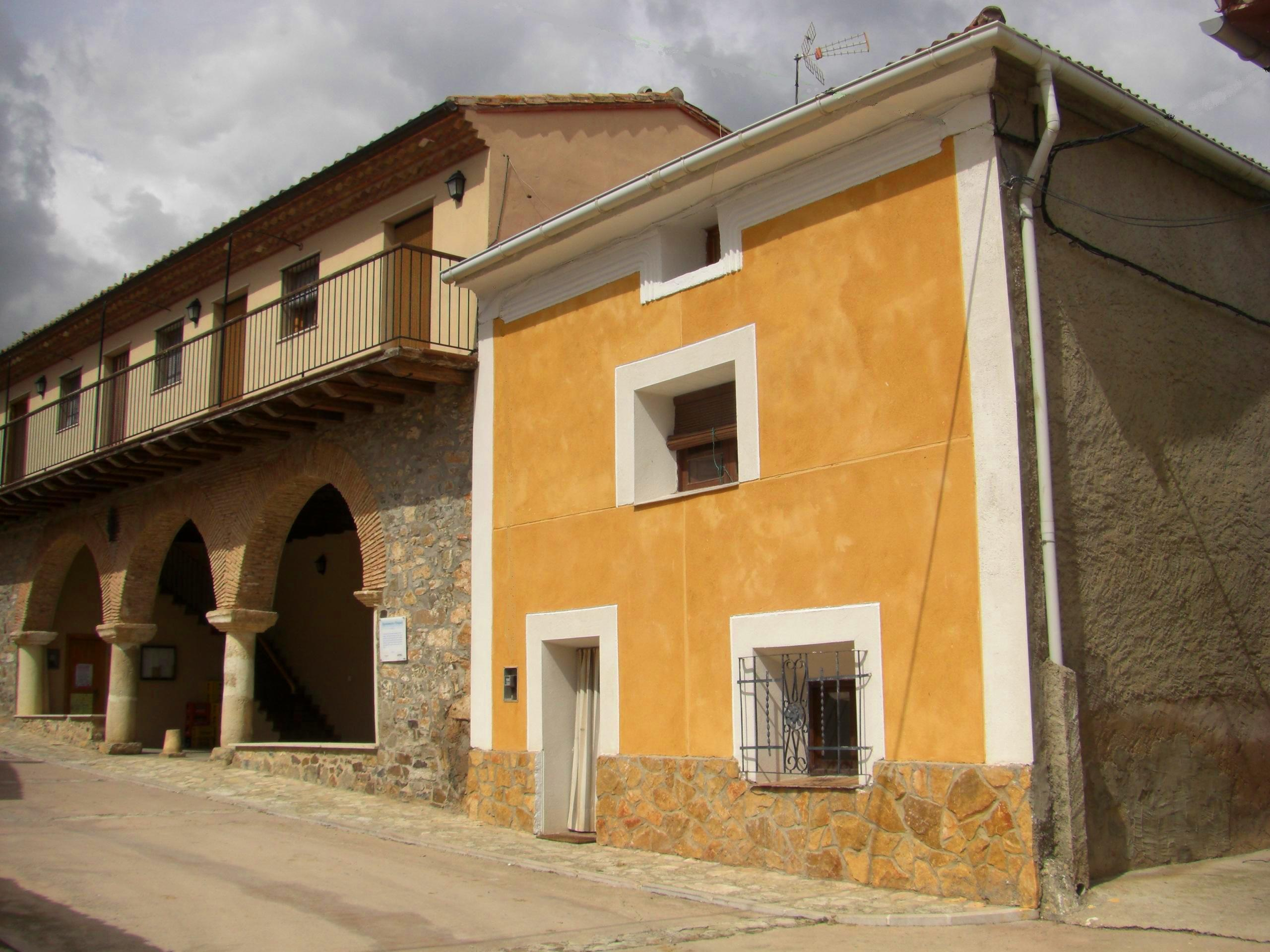
Муніципальна рада
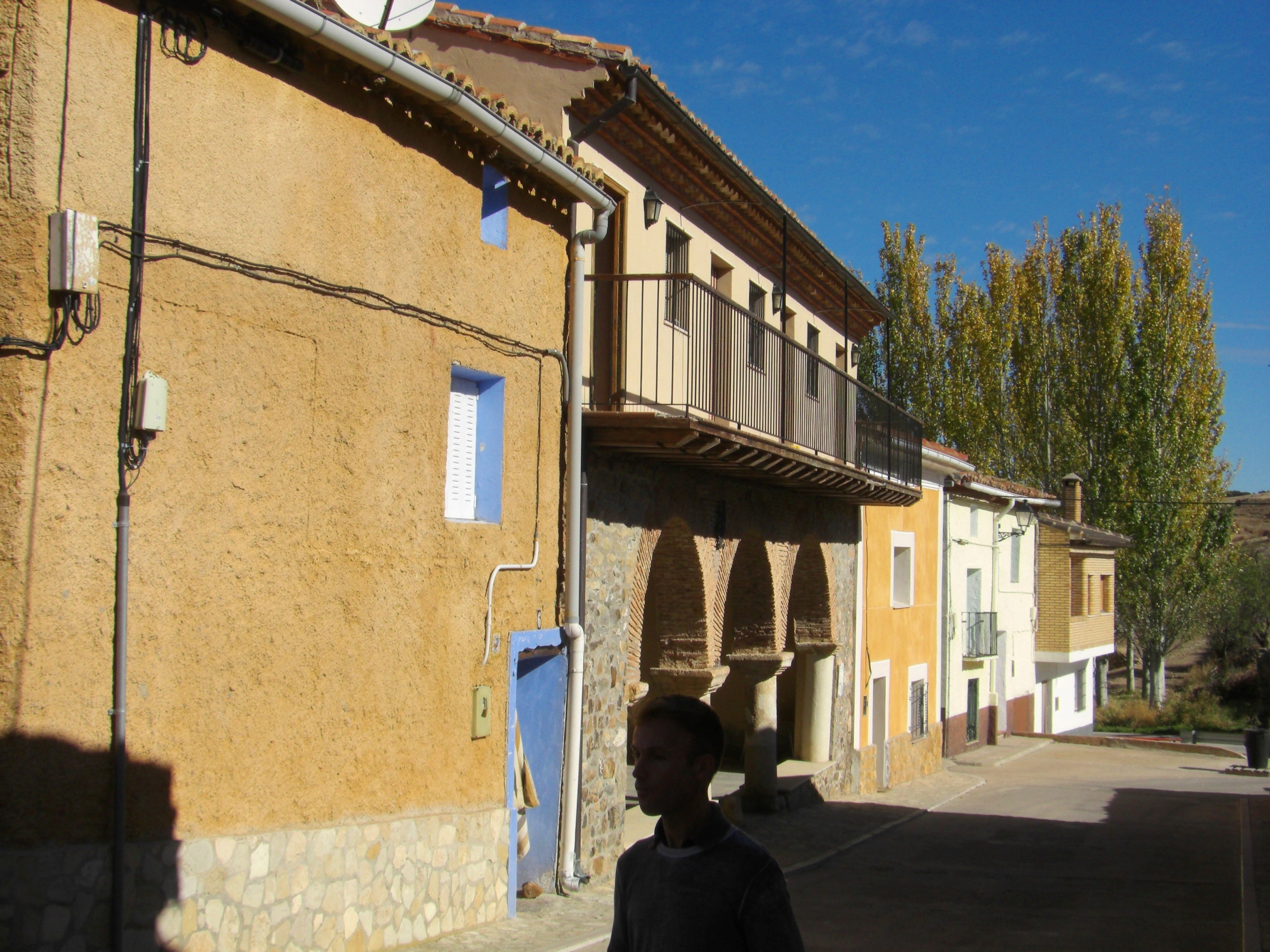
Ратуша
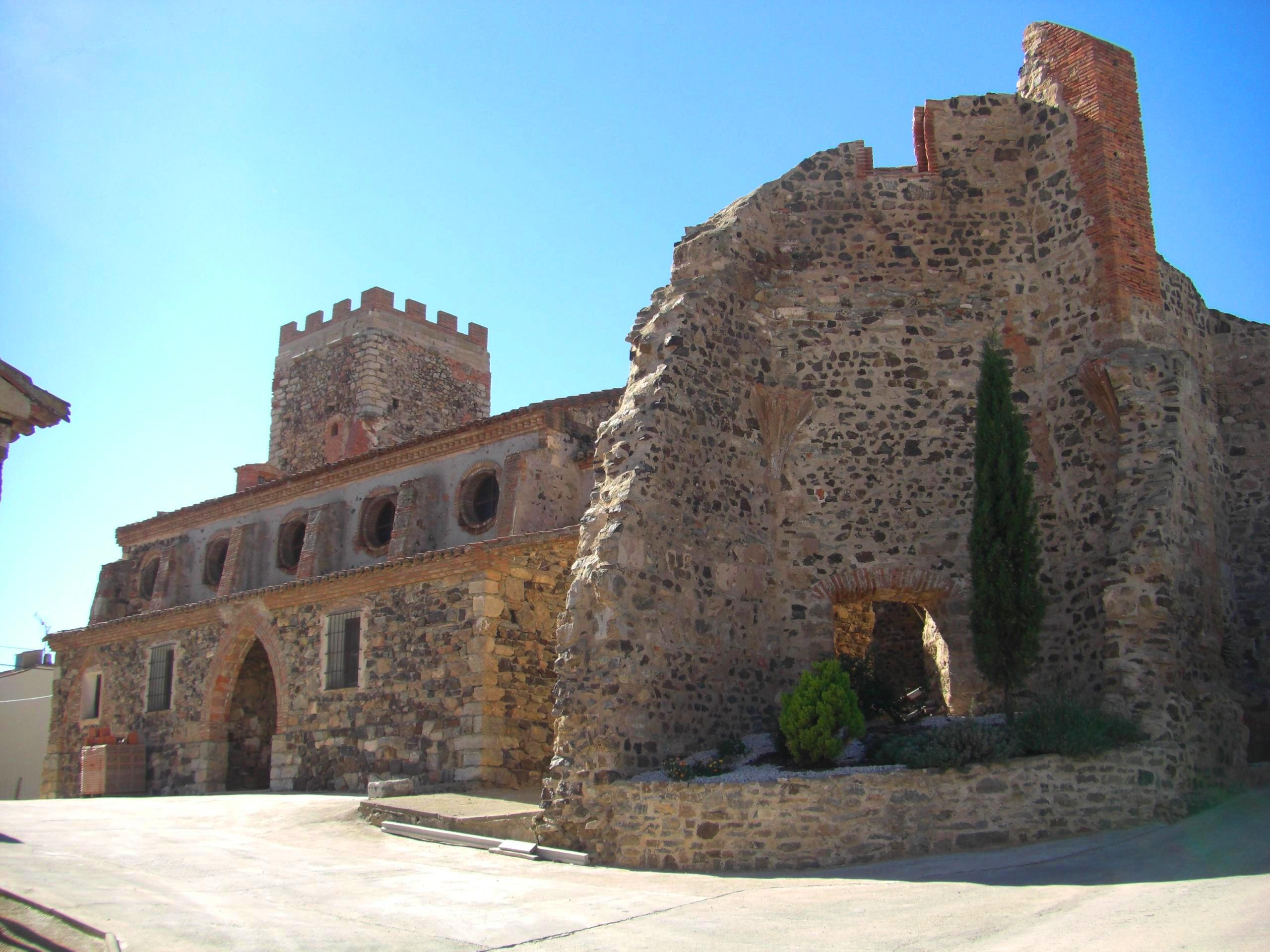
Руїни старої церкви
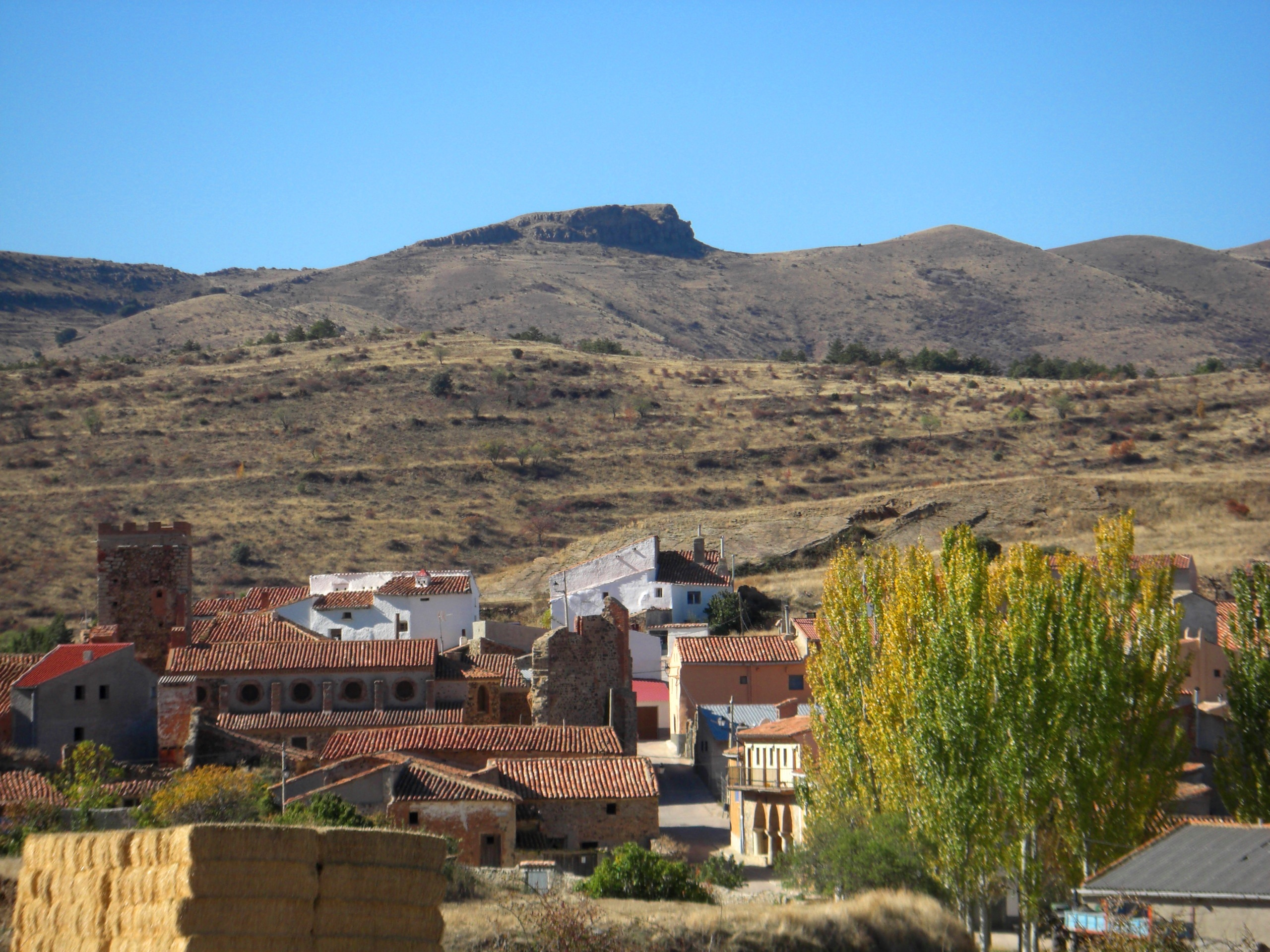
Баденас
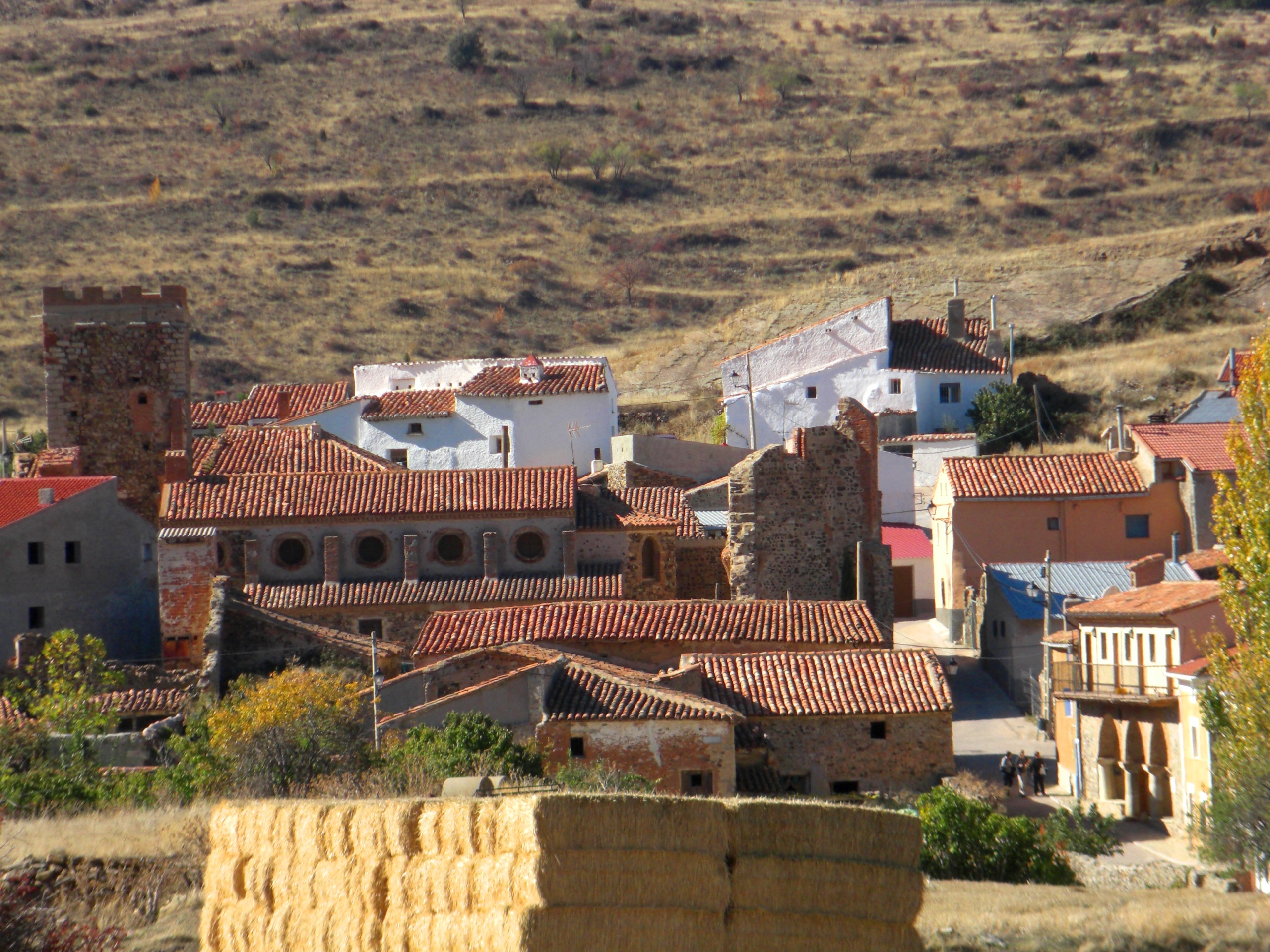
Баденас
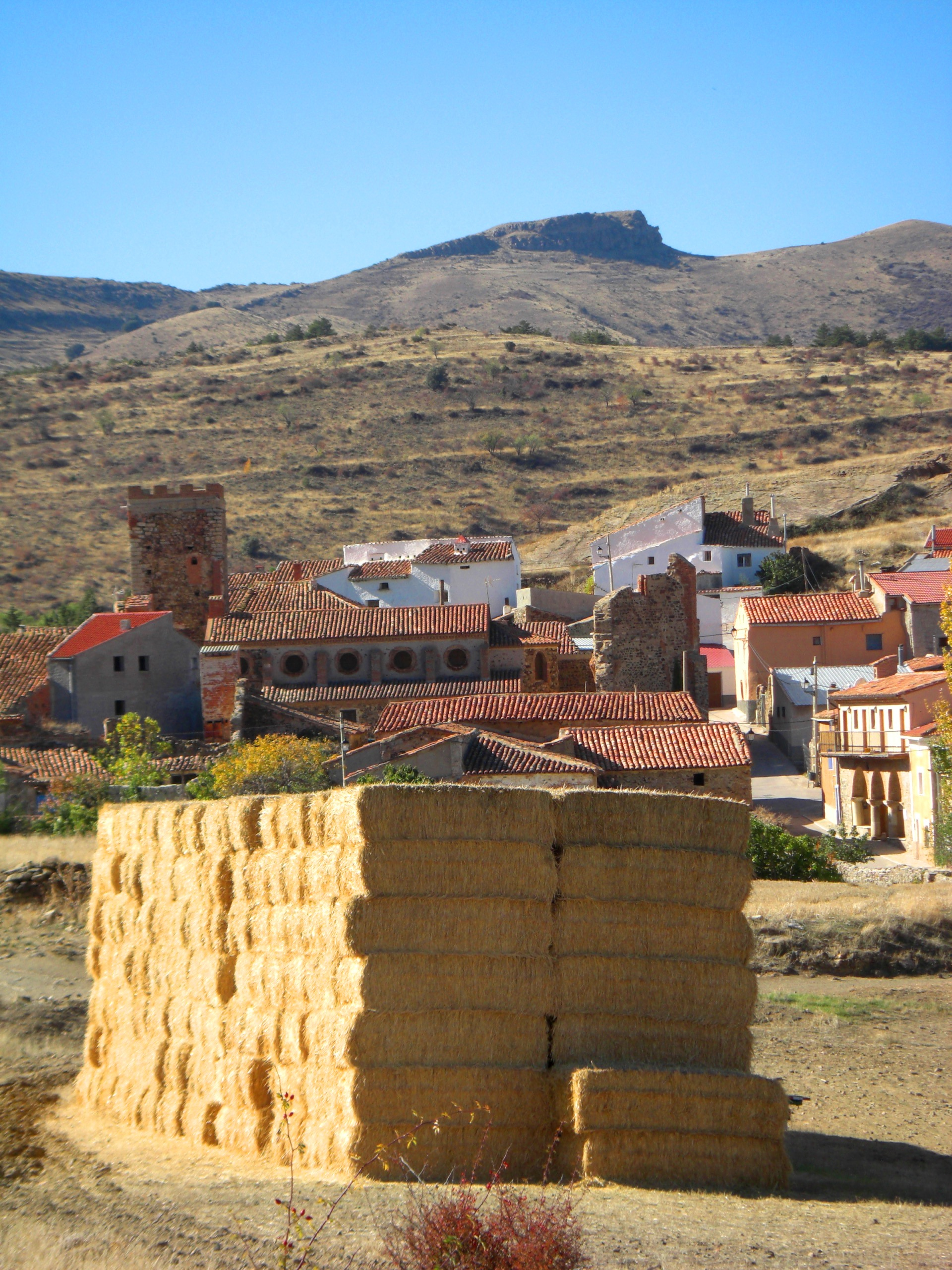
Баденас